# Chionaspis lithocarpi
Chionaspis lithocarpi är en insektsart som beskrevs av Takahashi 1942. Chionaspis lithocarpi ingår i släktet Chionaspis och familjen pansarsköldlöss.
Artens utbredningsområde är Thailand. Inga underarter finns listade i Catalogue of Life.